# 日本美容皮膚科学会
一般社団法人日本美容皮膚科学会（にほんびようひふかがっかい、英称: Japanese Society of Aesthetic Dermatology）は、美容皮膚科学に関する学会である。

## 概要
1987年前身、日本美容皮膚科研究会として発足、1994年に日本美容皮膚科学会と改名。